# Жагуарибара
Жагуарибара (порт. Jaguaribara) — муниципалитет в Бразилии, входит в штат Сеара. Составная часть мезорегиона Жагуариби. Входит в экономико-статистический микрорегион Медиу-Жагуариби. Население составляет 9478 человек на 2006 год. Занимает площадь 668,291 км². Плотность населения — 14,2 чел./км².

## Статистика
- Валовой внутренний продукт на 2003 составляет 43 460 020,00 реалов (данные: Бразильский институт географии и статистики).
- Валовой внутренний продукт на душу населения на 2003 составляет 4757,53 реала (данные: Бразильский институт географии и статистики).
- Индекс развития человеческого потенциала на 2000 составляет 0,653 (данные: Программа развития ООН).